# Нагайбаково
Нагайба́ково (рос. Нагайбаково, башк. Нуғайбәк) — село у складі Бакалинського району Башкортостану, Росія. Входить до складу Новоурсаєвської сільської ради.
Населення — 317 осіб (2010; 384 у 2002).
Національний склад:
- росіяни — 89 %